# Косоварска суперлига
Футболната Суперлига на Косово (на албански: Superliga e Futbollit të Kosovës) е най-висшата футболна лига в Косово. Създадена през 1945 година и за това време е сменяла много пъти името си. В този момент в лигата играят 12 отбора. Клубовете играят всеки срещу всеки по 3 пъти. Шампионатът има 33 кръга. В края на сезона двата клуба, заели последните места, отпадат, а третият клуб в края играе квалификации.

## Списък на шампионите

### Като подразделение в югославската лига
- 1945 – „Единство“ (Прищина)
- 1946 – „Единство“ (Прищина)
- 1947 – „Трепча“ (Косовска Митровица)
- 1947/1948 — „Пролетер“ (Прищина)
- 1948/1949 — „Трепча“ (Косовска Митровица)
- 1950 – „Трепча“ (Косовска Митровица)
- 1951 – „Косово“ (Прищина)
- 1952 – „Трепча“ (Косовска Митровица)
- 1953 – не се играе заради изменението в системата на лигата
- 1953/1954 — „Косово“ (Прищина)
- 1954/1955 — „Трепча“ (Косовска Митровица)
- 1955/1956 — „Рудари“ (Косовска Митровица)
- 1956/1957 — „Рудник“ (Хайвали)
- 1957/1958 — „Рудари“ (Косовска Митровица)
- 1958/1959 — „Прищина“ (Прищина)
- 1959/1960 — „Рудари“ (Косовска Митровица)
- 1960/1961 — „Прищина“ (Прищина)
- 1961/1962 — „Будучност“ (Печ)
- 1962/1963 — „Цървена Звезда“ (Гниляне)
- 1963/1964 — „Слога“ (Липлян)
- 1964/1965 — „Слога“ (Липлян)
- 1965/1966 — „Будучност“ (Печ)
- 1966/1967 — „Обилич“ (Обилич)
- 1967/1968 — „Велазними“ (Джаковица)
- 1968/1969 — „Велазними“ (Джаковица)
- 1969/1970 — „Велазними“ (Джаковица)
- 1970/1971 — „Велазними“ (Джаковица)
- 1971/1972 — „Обилич“ (Обилич)
- 1972/1973 — „Фуше-Косово“ (Косово Поле)
- 1973/1974 — „Велазними“ (Джаковица)
- 1974/1975 — „Лирия“ (Призрен)
- 1975/1976 — „КСЕК“ (Обилич)
- 1976/1977 — „Прищина“ (Прищина)
- 1977/1978 — „Будучност“ (Печ)
- 1978/1979 — „Прищина“ (Прищина)
- 1979/1980 — „Велазними“ (Джаковица)
- 1980/1981 — „Лирия“ (Призрен)
- 1981/1982 — „Велазними“ (Джаковица)
- 1982/1983 — „Рамиз Садику“ (Прищина)
- 1983/1984 — „Лирия“ (Призрен)
- 1984/1985 — „Цървена Звезда“ (Гниляне)
- 1985/1986 — „Велазними“ (Джаковица)
- 1986/1987 — „Лирия“ (Призрен)
- 1987/1988 — „Цървена Звезда“ (Гниляне)
- 1988/1989 — „Будучност“ (Печ)
- 1989/1990 — „Велазними“ (Джаковица)
- 1990/1991 — „Фуше-Косово“ (Косово Поле)
- 1991/1992 — „Прищина“ (Прищина)
- 1992/1993 — „Трепча“ (Косовска Митровица)
- 1993/1994 — „Дукаджини“ (Клина)
- 1994/1995 — „Лирия“ (Призрен)
- 1995/1996 — „Прищина“ (Прищина)
- 1996/1997 — „Прищина“ (Прищина)
- 1997/1998 — „Беса“ (Печ) (не завършва, поради това че всички клубове се отказват от участие в турнира)
- 1998/1999 — (не се провежда заради война)

### Възстановен под егидата на мисията на ООН в Косово
- 1999/2000 — „Прищина“ (Прищина)
- 2000/2001 — „Прищина“ (Прищина)
- 2001/2002 — „Бесиана“ (Подуево)
- 2002/2003 — „Дрита“ (Гнилане)
- 2003/2004 — „Прищина“ (Прищина)
- 2004/2005 — „Беса“ (Печ)
- 2005/2006 — „Беса“ (Печ)
- 2006/2007 — „Беса“ (Печ)

### След провъзгласяването на независимостта на Косово
- 2007/2008 — „Прищина“ (Прищина)
- 2008/2009 — „Прищина“ (Прищина)
- 2009/2010 — „Трепча“ (Косовска Митровица)
- 2010/2011 — „Хюси“ (Подуево)
- 2011/2012 — „Прищина“ (Прищина)
- 2012/2013 — „Прищина“ (Прищина)
- 2013/2014 — „Вучтрия“ (Вучитрън)
- 2014/2015 — „Фероникели“ (Глоговац)
- 2015/2016 — „Фероникели“ (Глоговац)
- 2016/2017 — „Трепча'89“ (Косовска Митровица)
- 2017/2018 — „Дрита“ (Гниляне)
- 2018/2019 — „Фероникели“ (Глоговац)

## Шампиони по клубове (от 1990)
| Клуб                           | Шампион | Години |
| ------------------------------ | ------- | --- |
| Прищина                        | 10      | 1991 – 92, 1995 – 96, 1996 – 97, 1999 – 00, 2000 – 01, 2003 – 04, 2007 – 08, 2008 – 09, 2011 – 12, 2012 – 13 |
| Беса (Печ)                     | 3       | 2004 – 05, 2005 – 06, 2006 – 07                                                                              |
| Фероникели (Глоговац)          | 3       | 2014 – 15, 2015 – 16, 2018 – 19                                                                              |
| Трепча (Косовска Митровица)    | 2       | 1992 – 93, 2009 – 10                                                                                         |
| Дрита (Гниляне)                | 2       | 2002 – 03, 2017 – 18                                                                                         |
| Фучеше-Косово (Косово Поле)    | 1       | 1990 – 91 |
| Дукаджини (Клина)              | 1       | 1993 – 94 |
| Лирия (Призрен)                | 1       | 1994 – 95 |
| Бесиана (Подуево)              | 1       | 2001 – 02 |
| Хюси (Подуево)                 | 1       | 2010 – 11 |
| Вучтрия (Вучитрън)             | 1       | 2013 – 14 |
| Трепча'89 (Косовска Митровица) | 1       | 2016 – 17 |

## Шампиони по градове (от 1990)
| Клуб               | Шампион | Години |
| ------------------ | ------- | --- |
| Прищина            | 10      | 1991 – 92, 1995 – 96, 1996 – 97, 1999 – 00, 2000 – 01, 2003 – 04, 2007 – 08, 2008 – 09, 2011 – 12, 2012 – 13 |
| Печ                | 3       | 2004 – 05, 2005 – 06, 2006 – 07                                                                              |
| Глоговац           | 3       | 2014 – 15, 2015 – 16, 2018 – 19                                                                              |
| Косовска Митровица | 3       | 1992 – 93, 2009 – 10, 2016 – 17                                                                              |
| Гниляне            | 2       | 2002 – 03, 2017 – 18                                                                                         |
| Подуево            | 2       | 2001 – 02, 2010 – 11                                                                                         |
| Косово поле        | 1       | 1990 – 91 |
| Клина              | 1       | 1993 – 94 |
| Призрен            | 1       | 1994 – 95 |
| Вучитрън           | 1       | 2013 – 14 |